# Condado de Nyamira
El condado de Nyamira es un condado en la antigua provincia de Nyanza en Kenia. Anteriormente era parte del condado de Kisii cuando el distrito de Kisii era un distrito, y algunas veces se lo llama el condado de North Kisii. Los principales cultivos comerciales son plátanos y té. El condado tiene una población de 598,252 (censo de 2009). Su capital y ciudad más grande es Nyamira, con una población urbana de alrededor de 41.668 (censo de 2009).